# Charnett Moffett
Charnett Moffett (New York, 10 juni 1967 – Stanford (Californië), 11 april 2022) was een Amerikaanse jazzmuzikant (basgitaar, contrabas).

## Biografie
Moffett was de zoon van Charles Moffett, die bekend werd als lid van het Ornette Coleman Trio en leider van de Moffett Family Band. In 1974 nam hij voor het eerst deel aan een opname van de Moffett Family Band en nam hij het jaar daarop deel aan een Japanse tournee. Hij bezocht de Fiorello H. La Guardia High School for the Music and Arts in New York, het Mannes College of Music en ten slotte de Juilliard School of Music. Hij werd lid van het Wynton Marsalis Quintet in 1983 en later van de band Black Codes (From the Underground). Gedurende deze tijd werkte hij ook met Stanley Jordan, het Manhattan Jazz Quintet en Tony Williams.
Blue Note Records bracht Beauty Within uit in 1987 met zijn vader Charles Moffett en broer Codaryl Moffett als drummer, Mondre Moffett als trompettist, Kenny Garrett als altsaxofonist en Stanley Jordan als gitarist, in 1988 Net Man met Michael Brecker, Al Foster, Kenny Drew jr. en Stanley Jordan en in 1989 Nettwork.
Met Loved by Millions van Keshavan Maslak trad hij op tijdens het Moers Festival in 1991. In 1993 nam hij Rhythm & Blood op, een mix van jazz en pop, waarmee hij groot succes had in Japan. In 1994 verscheen Planet Home en in 1997 Still Life met Rachel Z en Cindy Blackman. In de opname van Acoustic Trio uit 1997 presenteerde Moffett zichzelf als een innovatieve speler op de akoestische bas.
Bovendien ontstonden tijdens de jaren 1990 Moffett & Sons met zijn vader Charles en met de deelname van pianist James Williams, de saxofonisten David Sánchez, Joshua Redman en Bill Pierce en de trompettisten Wallace Roney en Philip Harper, evenals onder de verzamelnaam General Music Project Miles Davis, altsaxofonist Kenny Garrett, de pianisten Geri Allen en Cyrus Chestnut en zijn vader Charles.
In 2001 verscheen Mr. J.P.  ter nagedachtenis aan Jaco Pastorius, met Kenny Garrett, pianist Carlos McKinney en drummer Louis Hayes, in 2004 For the Love of Peace met zijn broers Codaryl "Cody" en Mondre en de pianist Scott Brown.
Moffett was ook een lid van de band van McCoy Tyner, op wiens album Land of the Giants (2003) hij meewerkte. In de loop der jaren heeft hij gewerkt met tal van bekende artiesten als Art Blakey, David Benoit, Anita Baker, Harry Connick jr., Ornette Coleman, Kevin Eubanks, Dizzy Gillespie, Herbie Hancock, Joe Henderson, Stanley Jordan, Kenny Kirkland, Joachim Kühn, Frank Lowe, Branford Marsalis, Wynton Marsalis, Ellis Marsalis, Bette Midler, Mulgrew Miller, Courtney Pine, Dianne Reeves, Wallace Roney, Pharoah Sanders, Arturo Sandoval, Sonny Sharrock, David Sanborn, McCoy Tyner, Sadao Watanabe en Tony Williams en werkte hij mee aan verschillende filmsoundtracks.
Moffett debuteerde in 2013 met zijn soloalbum The Bridge - Solo Bass Works. Moffett speelt met zijn briljante techniek op de titels van de gospel-klassiekers Joshua Fought the Battle of Jericho tot Adele's hit Rolling in the Deep.

## Overlijden
Moffett overleed op 54-jarige leeftijd in het ziekenhuis van Stanford aan de gevolgen van een hartinfarct.
- Bibsys: 4101363
- Bibliothèque nationale de France: cb139257747 (data)
- Gemeinsame Normdatei: 134464788
- International Standard Name Identifier: 0000 0001 1443 5783
- Library of Congress Control Number: n85162144
- MusicBrainz: afa877bc-8125-4a8d-a7f0-d8f6b8c116ee
- Nationale Bibliotheek van Tsjechië: xx0061495
- Nationale Bibliotheek van Israël: 987007339664605171
- Réseau des bibliothèques de Suisse occidentale: 02-A003601044
- SNAC: w6wb9rg4
- Système universitaire de documentation: 244033722
- Virtual International Authority File: 49410431
- WorldCat: E39PBJbGYq6K6Q9vpm6MWFTrbd